# Tityus neibae
Espèce
Tityus neibae est une espèce de scorpions de la famille des Buthidae.

## Distribution
Cette espèce est endémique de République dominicaine. Elle se rencontre dans les provinces d'Independencia, de Baoruco et de Elías Piña.

## Étymologie
Son nom d'espèce lui a été donné en référence au lieu de sa découverte, Sierra de Neiba.

## Publication originale
- Armas, 1999 : « Quince nuevos alacranes de La Española y Navassa, Antillas Mayores (Arachnida: Scorpiones). » Avicennia, vol. 10/11, p. 101-136.